# Государственный реестр казачьих обществ в Российской Федерации

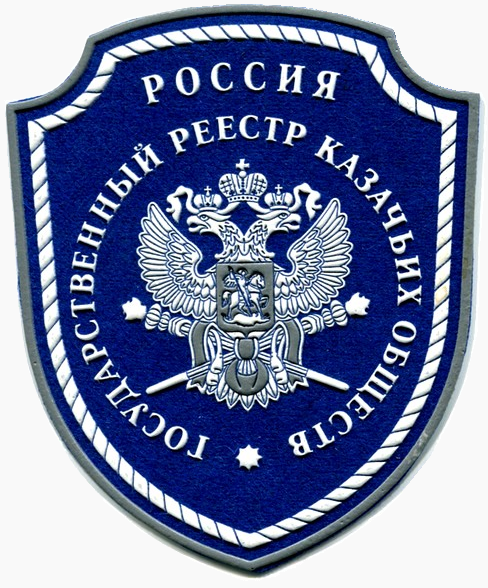
Единый шеврон членов казачьих обществ, внесённых в государственный реестр казачьих обществ в Российской Федерации

Государственный реестр казачьих обществ в Российской Федерации — информационный ресурс, содержащий сведения о некоммерческих корпоративных организациях, созданных в форме казачьих обществ гражданами Российской Федерации, объединившимися на основе общности интересов в целях возрождения российского казачества, защиты его прав, сохранения традиционного образа жизни, хозяйствования и культуры российского казачества.

## История
Государственный реестр казачьих обществ в Российской Федерации создан в соответствии с Указом Президента РФ от 09.08.1995 № 835 как система учёта казачьих обществ, члены которых в установленном порядке взяли на себя обязательства по несению государственной службы (без права создания в своём составе военизированных объединений и вооружённых формирований).
Несмотря на учреждение госреестра казачьих обществ на самом высоком властном уровне, — указами Президента РФ, — в том числе, утверждение положения о нём, многие понятия, связанные со введением реестра, долгое время были не определены, в том числе, само понятие реестра.
В принятом в последующем Федеральном законе Российской Федерации от 5 декабря 2005 года № 154-ФЗ «О государственной службе российского казачества» под реестром подразумевается «информационный ресурс, содержащий сведения о казачьих обществах», а «российским казачеством» признаются «граждане Российской Федерации, являющиеся членами казачьих обществ».
Первоначально обязанности по ведению государственного реестра были возложены на Министерство Российской Федерации по делам национальностей и региональной политике.
Позднее эти обязанности были возложены на:
- Министерство Российской Федерации по делам национальностей и федеративным отношениям[4];
- Министерство по делам федерации и национальностей Российской Федерации[5];
- Федеральную регистрационную службу[6];
- Министерство юстиции Российской Федерации[7].

## Особенности государственной службы казачьих обществ
Право быть привлечёнными к несению государственной службы имеют только казачьи общества, зарегистрированные в качестве таковых и внесённые в Государственный реестр казачьих обществ. Общественные объединения казаков, иные некоммерческие и коммерческие организации не получают права несения государственной службы.
Несмотря на принятие Федерального закона от 5 декабря 2005 года № 154-ФЗ «О государственной службе российского казачества» и наличие в нём отдельного раздела «Государственная служба», понятие государственной «или иной» службы (обязательства по несению которой «в установленном порядке приняли на себя» члены казачьих обществ, внесённых в государственный реестр) — так до сих пор чётко и не определено.
Виды государственной службы, к которым привлекается российское казачество определены Постановлением Правительства РФ от 26.02.2010 № 93. К ним относят:
- организация и ведение воинского учёта членов казачьих обществ, организация военно-патриотического воспитания призывников, их подготовки к военной службе и вневойсковой подготовки членов казачьих обществ во время их пребывания в запасе;
- предупреждение и ликвидация чрезвычайных ситуаций и ликвидация последствий стихийных бедствий, гражданская и территориальная оборона, осуществление природоохранных мероприятий;
- охрана общественного порядка, обеспечение экологической и пожарной безопасности, защита государственной границы Российской Федерации, борьба с терроризмом.
- охрана объектов животного мира;
- охрана лесов;
- охрана объектов обеспечения жизнедеятельности населения;
- охрана объектов, находящихся в государственной и муниципальной собственности;
- охрана объектов культурного наследия.

Казачьи общества привлекаются к несению данных видов служб путём заключения соответствующих договоров с заинтересованными органами исполнительной власти.

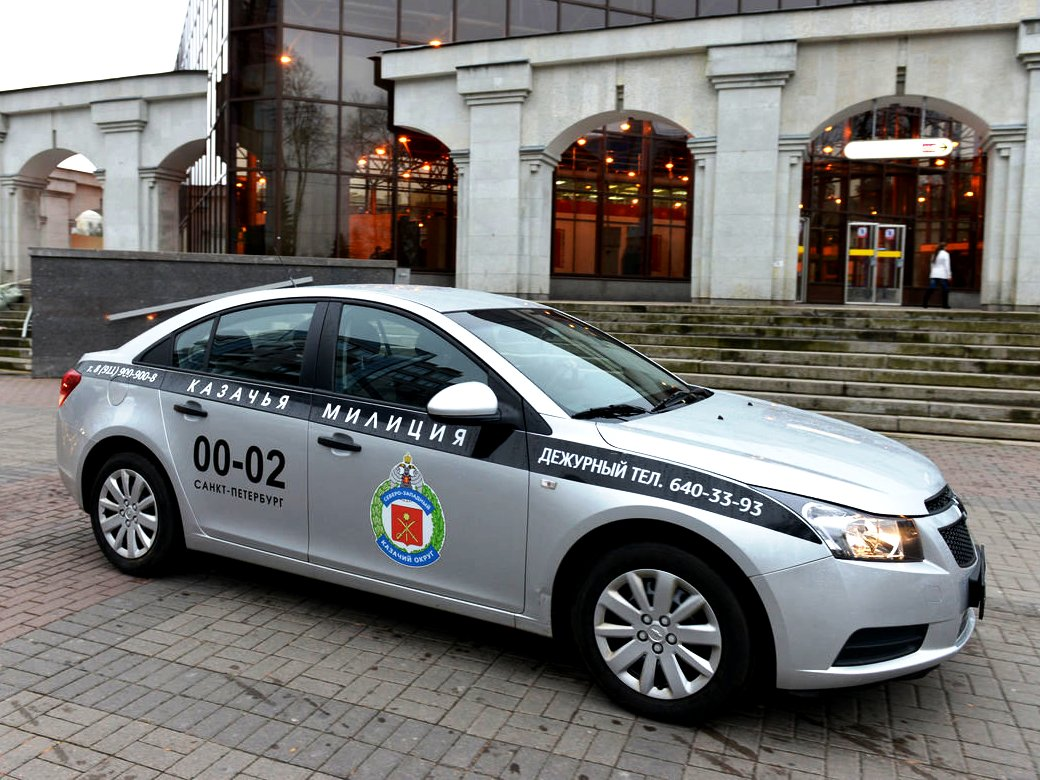
Автомобиль казачьей милиции в Санкт-Петербурге

Кроме того, несмотря на то, что исторически казаки традиционно несли воинскую повинность и исполняли военную службу, до конца не определено и особое отношение казачьих обществ, внесённых в реестр, к военной службе. Так, в действовавшем до октября 2013 года Временном положении о Государственном реестре казачьих обществ было прямо оговорено принятие обязательств государственной и иную службы «без права создания в своём составе военизированных объединений и вооружённых формирований». Однако, в п.4 Ст.5 Федерального закона РФ от 5 декабря 2005 года № 154-ФЗ «О государственной службе российского казачества» указано:
4. Российское казачество в установленном порядке:
1) оказывает содействие государственным органам в организации и ведении воинского учёта членов казачьих обществ, организует военно-патриотическое воспитание призывников, их подготовку к военной службе и вневойсковую подготовку членов казачьих обществ во время их пребывания в запасе;
2) принимает участие в мероприятиях по предупреждению и ликвидации чрезвычайных ситуаций и ликвидации последствий стихийных бедствий, по гражданской и территориальной обороне, в природоохранных мероприятиях;
3) принимает участие в охране общественного порядка, обеспечении экологической и пожарной безопасности, охране Государственной границы Российской Федерации, борьбе с терроризмом;
4) осуществляет иную деятельность на основе договоров (соглашений) казачьих обществ с органами военного управления, федеральными органами исполнительной власти и (или) их территориальными органами, органами исполнительной власти субъектов Российской Федерации и органами местного самоуправления муниципальных образований в соответствии с законодательством Российской Федерации.
…

8) Российское казачество может привлекаться к несению муниципальной службы в соответствии с федеральным законодательством при условии, что казачье общество, члены которого в установленном порядке приняли на себя обязательства по несению муниципальной службы, внесено в государственный реестр казачьих обществ в Российской Федерации. Российское казачество проходит муниципальную службу в соответствии с федеральным законодательством, законодательством субъектов Российской Федерации и уставами муниципальных образований.
Начиная с 2011 года и вплоть до 2014 года члены казачьих обществ направлялись на военную службу в воинские части, имеющие почётное наименование «казачьи» (каждое войсковое казачье общество направляло в определённую ВЧ). В ходе изменений в правила призыва с 2014 года информации о призыве казаков в казачьи ВЧ нет.
В ряде регионов действует муниципальная казачья милиция (казачьи дружины, в том числе, спецподразделения — казачьи отряды быстрого реагирования /КОБР/), успешно функционируют многочисленные казачьи охранные организации. В настоящее время в ряде субъектов федерации образованы государственные органы и учреждения, осуществляющие поддержку казачеству, реализующие право казаков на несение государственной службы
Современное реестровое казачество России, дублируя функции МВД и МЧС, компенсирует существенный недостаток штатного состава данных структур, что выливается в реальную экономию средств государственного бюджета.

## Казачье общество

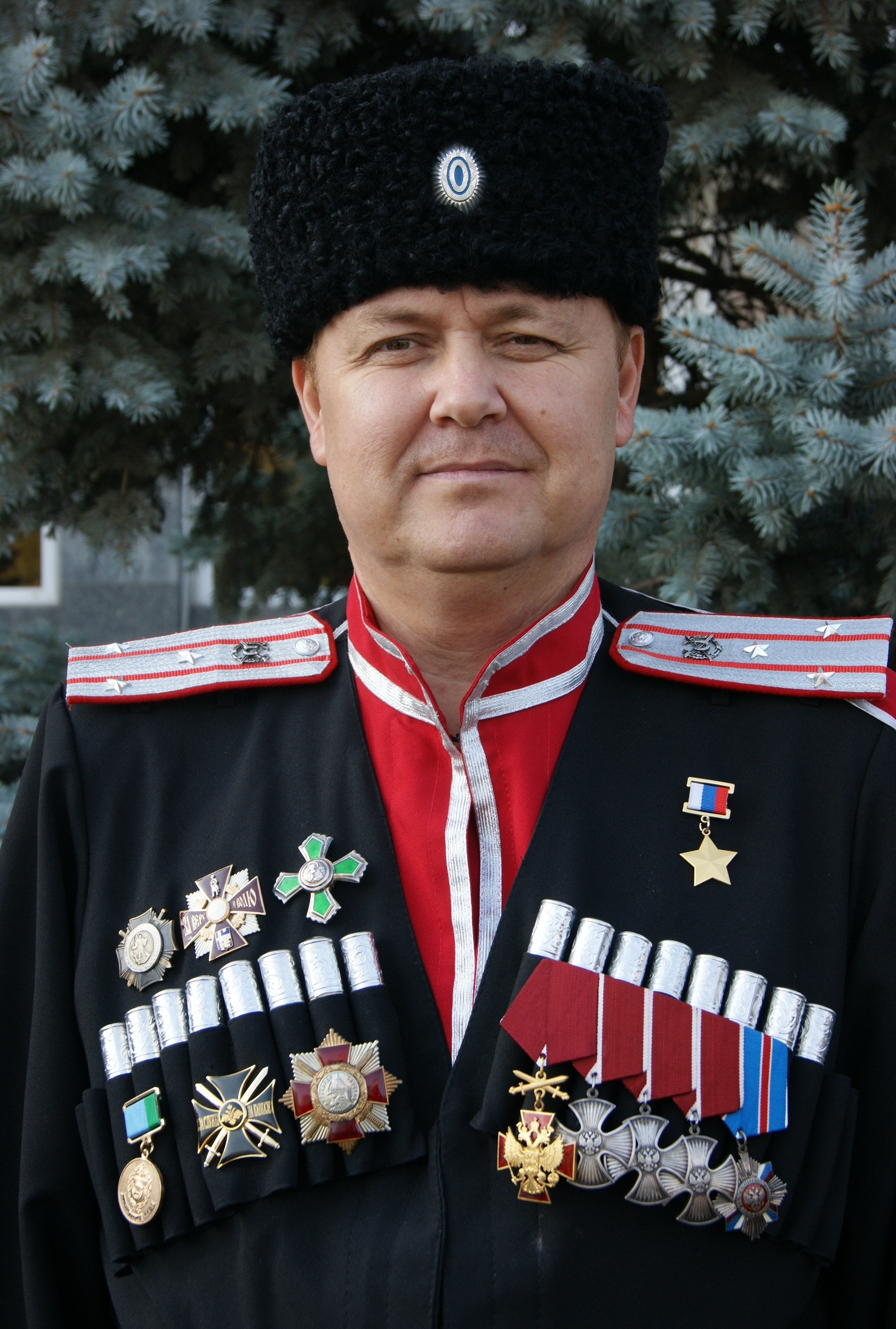
Герой Российской Федерации, войсковой старшина Сергей Палагин (2015 г.)

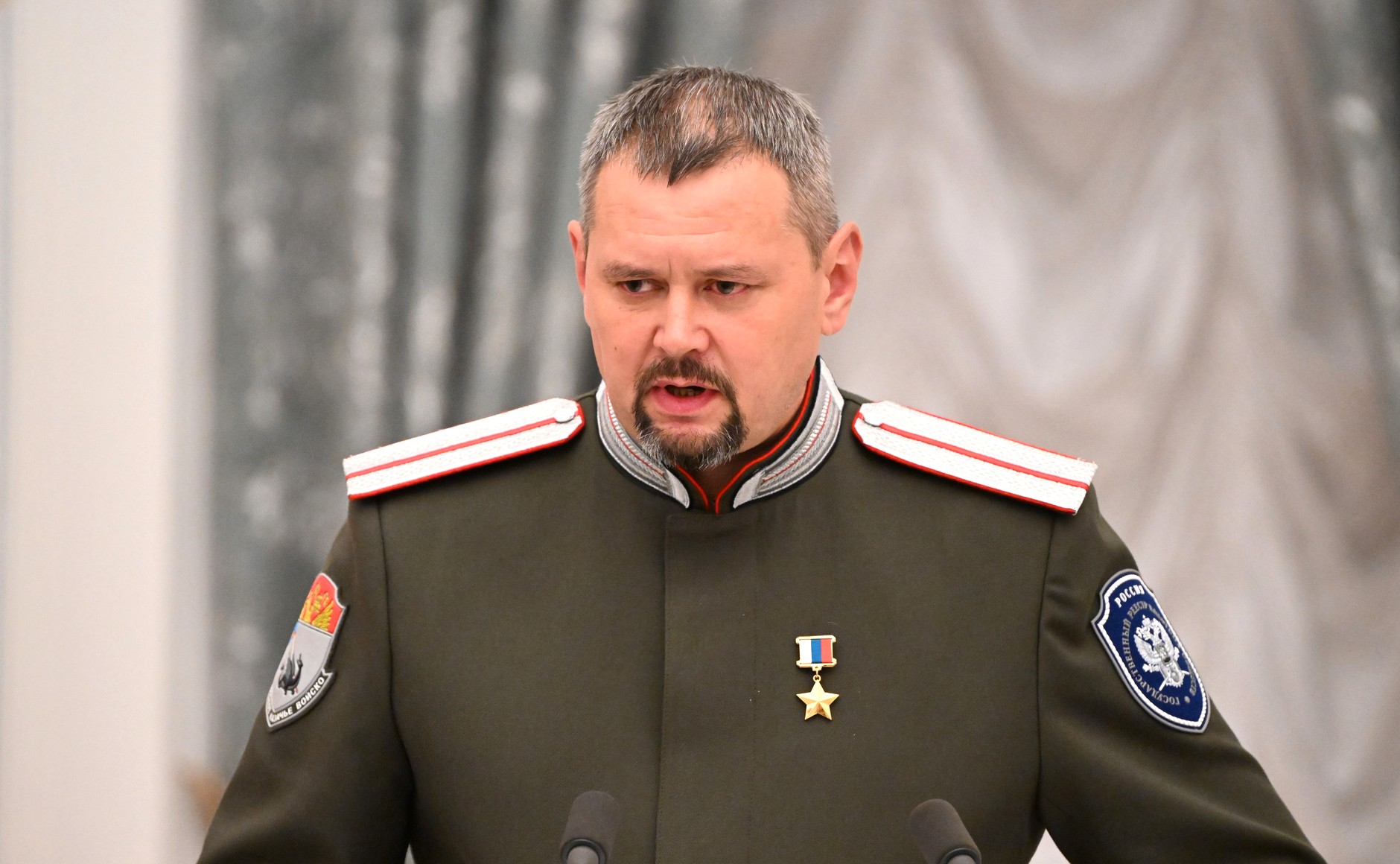
Герой Российской Федерации, есаул Олег Ликонцев (2023 г.)

Казачье общество  — форма самоорганизации граждан Российской Федерации, объединившихся на основе общности интересов в целях возрождения российского казачества, защиты его прав, сохранения традиционных образа жизни, хозяйствования и культуры российского казачества в соответствии с федеральным законодательством (некоммерческая организация). 
Казачье общество создаётся в виде хуторского, станичного, городского, районного (юртового), окружного (отдельского), войскового или всероссийского казачьего общества, члены которого в установленном порядке принимают на себя обязательства по несению государственной или иной службы. Управление казачьим обществом осуществляется высшим органом управления казачьего общества, атаманом казачьего общества, а также другими органами управления казачьего общества, образуемыми в соответствии с федеральным законом, указом Президента Российской Федерации и уставом казачьего общества. 
Казачье общество в соответствии с действующим (2022) Федеральным законом «О государственной службе российского казачества» подлежит внесению в Государственный реестр казачьих обществ в Российской Федерации.
С момента учреждения государственного реестра во временном положении о нём была введена иерархия казачьих обществ. Так, первоначально положением вводились следующие виды обществ: хуторские, станичные, городские, окружные (отдельские), войсковые. Со вступлением в силу Федерального закона от 5 декабря 2005 года № 154-ФЗ «О государственной службе российского казачества» система казачьих обществ была дополнена районными (юртовыми) казачьими обществами, которые стали «прослойкой» между первичными (станичными, хуторскими и городскими) обществами и окружными (отдельскими).
Для всех казаков, входящих в состав казачьих обществ указом президента России от 9 октября 2010 № 170 установлено удостоверение казака.

## Иерархия казачьих обществ

### Окружные казачьи общества
- Отдельный Северо-Западный казачий округ (территория деятельности — Северо-западный федеральный округ). Штаб — г. Санкт-Петербург;
- Окружное казачье общество «Балтийский отдельный казачий округ — Балтийский казачий союз» (территория деятельности — Калининградская область). Штаб — г. Калининград;
- Окружное казачье общество «Севастопольский казачий округ» (территория деятельности - г. Севастополь). Штаб — г. Севастополь.
- Крымское Окружное Казачье Общество «Крымское Казачье Войско» (территория деятельности - республика Крым). Штаб — г. Симферополь.

### Войсковые казачьи общества
В настоящее время (2022) на территории Российской Федерации действует 11 реестровых войсковых казачьих обществ со своими органами управления, информация о которых приведена ниже. В Российской Федерации официально образованы следующие войсковые казачьи общества:
- Волжское войсковое казачье общество (Устав утверждён распоряжением Президента Российской Федерации от 11 июня 1996 г. № 308-рп).
- Сибирское войсковое казачье общество (Устав утверждён Указом Президента Российской Федерации от 12 февраля 1997 г. № 95).
- Забайкальское войсковое казачье общество (Устав утверждён Указом Президента Российской Федерации от 12 февраля 1997 г. № 96).
- Терское войсковое казачье общество (Устав утверждён Указом Президента Российской Федерации от 12 февраля 1997 г. № 97).
- Уссурийское войсковое казачье общество (Устав утверждён Указом Президента Российской Федерации от 17 июня 1997 г. № 611).
- Войсковое казачье общество «Всевеликое войско Донское» (Устав утверждён Указом Президента Российской Федерации от 17 июня 1997 г. № 612).
- Енисейское войсковое казачье общество (Устав утверждён Указом Президента Российской Федерации от 17 июня 1997 г № 613).
- Оренбургское войсковое казачье общество (Устав утверждён Указом Президента Российской Федерации от 29 марта 1998 г. № 308).
- Кубанское войсковое казачье общество (Устав утверждён Указом Президента Российской Федерации от 24 апреля 1998 г. № 448).
- Иркутское войсковое казачье общество (Устав утверждён Указом Президента Российской Федерации от 4 мая 1998 г. № 489).
- Войсковое казачье общество «Центральное казачье войско» (Устав утверждён Указом Президента Российской Федерации от 3 мая 2007 г. № 574).
- Войсковое казачье общество «Черноморское казачье войско» (Устав утверждён Указом Президента Российской Федерации от 15 февраля 2024 г. № 121).

Указом Президента Российской Федерации от 9 февраля 2010 года № 168 «Об учреждении гербов и знамён войсковых казачьих обществ, внесённых в государственный реестр казачьих обществ в Российской Федерации» были утверждены гербы и знамёна реестровых казачьих войск (обществ) Российской Федерации.

### Всероссийское казачье общество
С 2011 года в систему казачьих обществ было введено «Всероссийское казачье общество», устав которого утверждается Президентом РФ. Это общество должно объединить все войсковые и отдельные окружные (отдельские) казачьи общества в единую систему. Всероссийское казачье общество было утверждено на съезде 27 ноября 2018 года, когда 500 делегатов от всех казачьих обществ единогласно за него проголосовали.
До создания Всероссийского казачьего общества в 2018 году высшим уровнем иерархии являлись войсковые казачьи общества.